# Into a Secret Land
Into a Secret Land es el tercer álbum de 1988 grabado por la cantante alemana Sandra, con el cual se alejó de alguna manera del electro pop de sus anteriores discos hacia un sonido más seductor y misterioso. Into a Secret Land prometió ser un gran éxito, y del álbum se extrajeron cuatro sencillos que se convirtieron en sendos éxitos.

## Sencillos
El primer sencillo, «Heaven Can Wait», entró en el top 10 de Francia y fue número 12 en Alemania. El video musical que lo acompañaba estaba ambientado en una playa mediterránea. 
El tema que daba título al álbum, «Secret Land» —una versión del tema «Trenchcoat Man», del grupo alemán de corta vida Fabrique—, entró en el top 10 alemán y fue número 1 en Líbano e Israel.
El tercer sencillo, «We'll Be Together», fue otro top 10 en Alemania, mientras que el cuarto, «Around My Heart», subió al número 11 de las listas de ese país.

## Sencillo promocional
El tema «La vista de luna» se publicó como sencillo promocional solamente en España en mayo de 1989. En 1990 aparecería como cara B del sencillo «Hiroshima», extraído de su cuarto álbum Paintings in Yellow.

## Lista de canciones
| Cara 1 |                      |                                                                |          |  |
| N.º    | Título               | Música - Letra                                                 | Duración |  |
| 1.     | «Secret Land»        | Gronau/Kemmler/Cretu/Björklund - Müller-Pi/Hirschburger/Hoenig | 4:45     |  |
| 2.     | «We'll Be Together»  | Kemmler/Löhr/Sandra C. - Hirschburger/Kemmler                  | 4:10     |  |
| 3.     | «Heaven Can Wait»    | Cretu/Kemmler/Löhr - Hirschburger/Kemmler                      | 4:04     |  |
| 4.     | «Just Like Diamonds» | Kemmler/Cretu/Löhr - Hirschburger/Kemmler                      | 5:40     |  |
| 18:39  |                      |                                                                |          |  |

| Cara 2 |                       |                                                         |          |  |
| N.º    | Título                | Música - Letra                                          | Duración |  |
| 1.     | «Around My Heart»     | Kemmler/Löhr/Sör Otto's/Peterson - Hirschburger/Kemmler | 3:18     |  |
| 2.     | «Crazy Juliet»        | Kemmler/Cretu/Löhr - Hirschburger                       | 4:11     |  |
| 3.     | «La vista de luna»    | Cretu/Kemmler - Hirschburger/Cretu/Müller-Pi            | 3:44     |  |
| 4.     | «Celebrate Your Life» | Kemmler - Hirschburger/Kemmler                          | 3:28     |  |
| 5.     | «Children of England» | Kemmler/Löhr - Hirschburger/Kemmler                     | 3:58     |  |
| 18:39  |                       |                                                         |          |  |

## Personal
Detalles de producción
- Acompañamiento vocal: Hubert Kemmler
- Producido por Michael Cretu
- Grabado y mezclado digitalmente en Data-Alpha-Studio, Múnich (Alemania)
- Mezclado por Michael Cretu y Frank Peter

Detalles del álbum
- Diseño de portada: Mike Schmidt (Ink Studios)
- Fotografía: Pepe Botella

## Posiciones
| País (1988) | Máxima posición |
| ----------- | --------------- |
| Alemania    | 14              |
| Austria     | 13              |
| Francia     | 14              |
| Noruega     | 18              |
| Suecia      | 22              |
| Suiza       | 9               |

### Certificaciones
| País     | Organismo certificador | Año certificación | Certificación | Ventas certificadas | Ref.  |
| -------- | ---------------------- | ----------------- | ------------- | ------------------- | ----- |
| Alemania | BVMI                   | 1989              | Oro           | 250 000             | [ 4 ] |
| Francia  | SNEP                   | 1989              | Platino       | 300 000             | [ 5 ] |
| Suiza    | IFPI - Suiza           | 1989              | Platino       | 50 000              | [ 6 ] |